# Bento da Silva Lisboa
Bento da Silva Lisboa, 2.º barão de Cairu (Salvador, Bahia, 4 de fevereiro de 1793 — Rio de Janeiro, 26 de dezembro de 1864) foi um diplomata brasileiro.
Filho de José da Silva Lisboa e Ana Benedita de Figueiredo, casou com Ana Rita Lisboa.
Em 1840 foi, em missão diplomática, contratar o casamento de D. Pedro II com Teresa Cristina de Bourbon-Duas Sicílias. Foi ministro de Negócios Estrangeiros em 1846. 
Agraciado comendador da Imperial Ordem de Cristo, foi um dos membros fundadores do Instituto Histórico e Geográfico Brasileiro.
Foi Soberano Grande Comendador do Grau 33 do Rito Escocês Antigo e Aceito da Maçonaria do Brasil.